# جغد شب
جغد شب (انگلیسی: The Night Owl; کره‌ای: 올빼미، به معنای جغد) یک فیلم تاریخی دلهره‌آور درام سال ۲۰۲۲ کره جنوبی به کارگردانی آن ته جین و با بازی ریو جون یول و یو هه جین است. این فیلم در دوران پادشاهی چوسان واقع شده‌است و داستان آن بر پایهٔ معمای مرگ ولیعهد سوهیون است که از سلسله چینگ بازگشته است. این فیلم در ۲۳ نوامبر ۲۰۲۲ منتشر شد.

## بازیگران
- ریو جون یول در نقش کیونگ سو
- یو هه جین در نقش پادشاه اینجو
- چوی مو سونگ در نقش لی هیونگ ایک
- جو سونگ ها در نقش یونگ یی جونگ
- پارک میونگ هون در نقش مان شیک
- کیم سونگ چول در نقش ولیعهد سوهیون
- آن اون جین در نقش جو سو یونگ
- جو یون سو در نقش پرنسس مین‌هی
- لی جو وون در نقش یی سوک چول، بزرگ‌ترین پسر ولیعهد سوهیون[۴]
- کیم دو وون در نقش چون کیونگ جه، برادر کوچکتر کیونگ سو[۵]